# Stop Online Piracy Act
|  | «SOPA» redirigeix aquí. Vegeu-ne altres significats a «sopa». |

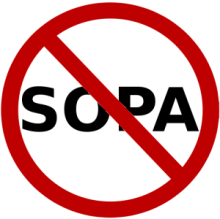

El Stop Online Piracy Act (SOPA) és un projecte de llei de la Cambra de Representants dels Estats Units introduït el 26 d'octubre de 2011. El projecte estén les competències del Departament de Justícia dels Estats Units i amplia les capacitats dels propietaris de drets intel·lectuals per combatre el tràfic online de continguts i productes protegits per drets d'autor o de propietat intel·lectual.
El projecte de llei originalment proposat permet que tant el Departament de Justícia com els propietaris de drets intel·lecuals puguin obtenir ordres judicials contra aquells llocs web que permetin o facilitin la violació de drets d'autor. Aquesta ordre pot incloure la resticció d'accés o d'indexat per aquests llocs així com el requeriment de bloqueig del servei per part de les companyies proveïdores d'Internet.
Els garants de la llei asseguren que ajuda a protegir eficaçment la propietat intel·lectual garantint així ingressos i llocs de treball dels propietaris d'aquests drets, especialment en contra de webs estrangers.
Els opositors a la llei asseguren que viola la Primera Esmena de la Constitució dels Estats Units; que a la pràctica significa la censura d'Internet; i que amenaça la llibertat d'expressió. S'han programat diferents accions de boicot en contra d'empreses que hi donen suport i diferents serveis d'Internet han anunciat accions de protesta. La Viquipèdia en anglès programà un tancament total el dia 18 de gener de 2012 per primer cop en la seva història.
El gener de 2012, la tramitació de la llei fou posposada.